# Marie av Orléans

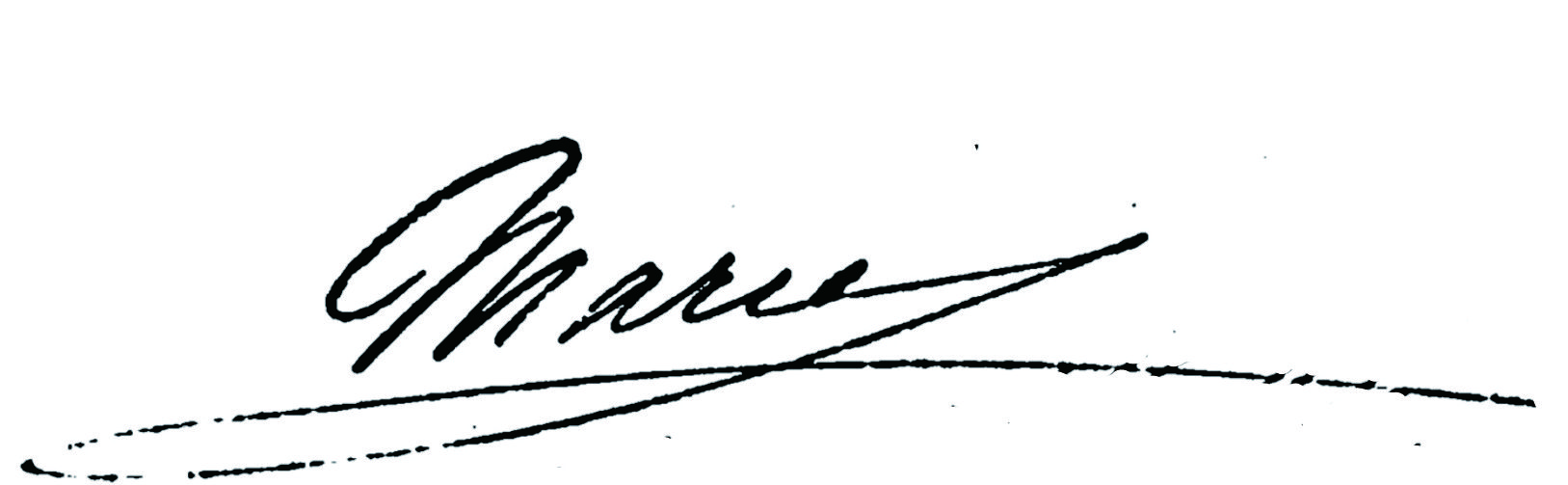

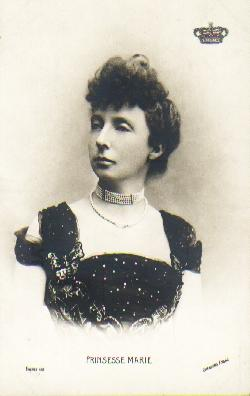
Marie d'Orléans'

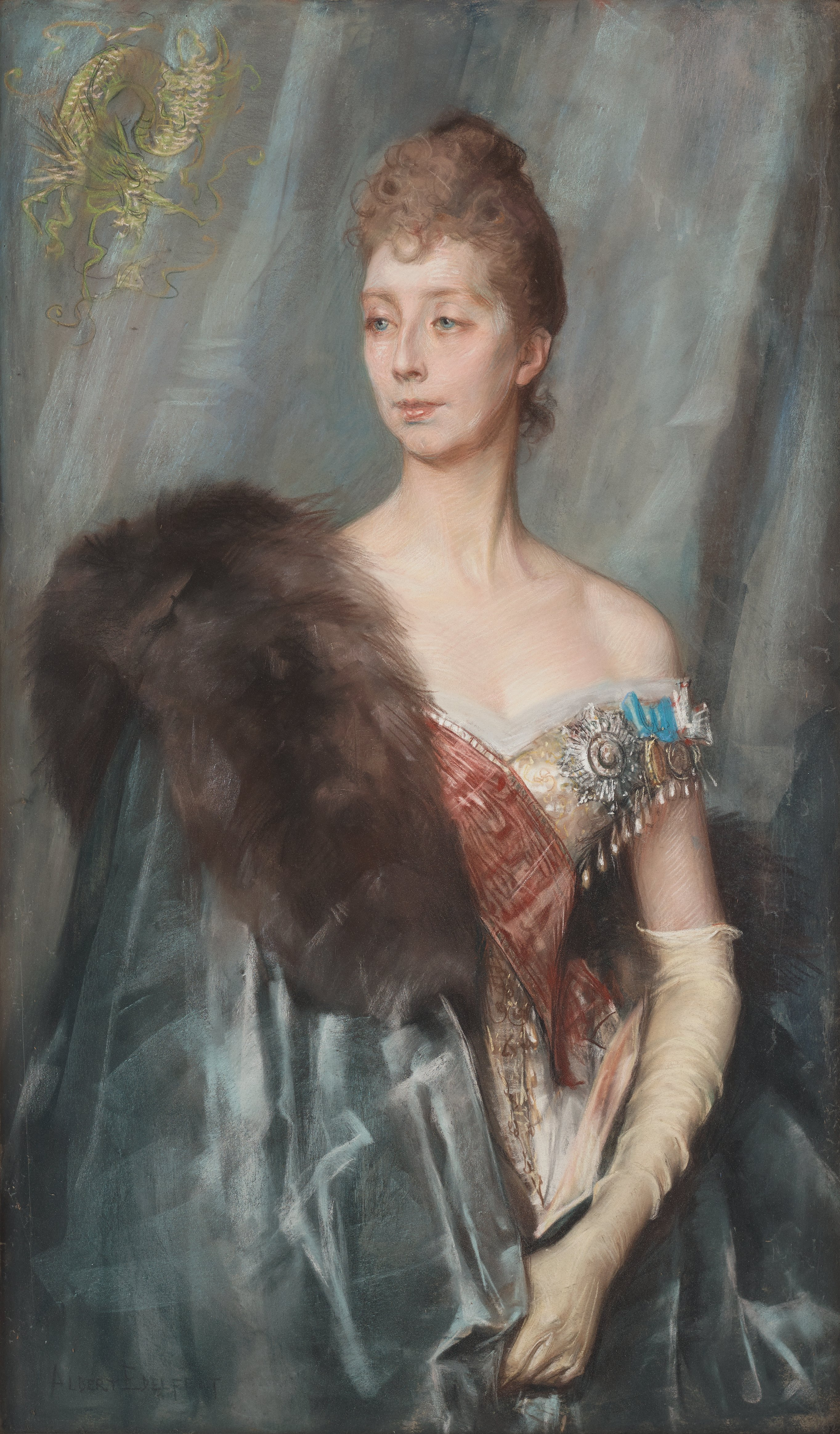
Porträtt målad av Albert Edelfelt år 1894.

Prinsessan Marie Amélie Françoise Hélène d'Orléans, född 13 januari 1865 i Richmond i Surrey, död 4 december 1909 i Köpenhamn, var en fransk prinsessa och genom gifte dansk prinsessa. Hon beskrivs som politiskt aktiv under åren kring sekelskiftet 1900.

## Familj
Prinsessan Marie var äldsta barn till Robert, hertig av Chartres (andre son till Ferdinand Filip av Orléans) och Françoise av Orléans. Hon gifte sig med prins Waldemar av Danmark, yngste son till Kristian IX av Danmark, den 20 oktober 1885 i en borgerlig vigsel i Paris och i en kyrklig på Château d'Eu två dagar senare. 
Prinsessan Marie var mycket konstnärlig och ansågs också vara mycket rättfram och självständig. Familjen residerade i Det Gule Palæ, nära Amalienborg i Köpenhamn. 
Paret fick fem barn:
1. Aage (1887–1940), gift 1914 i Turin med grevinnan Mathilda Calvi dei Conti di Bergolo (skilda 1939), avsade sig rätten till tronen och blev Greve av Rosenborg.
2. Axel (1888–1964), gift 1919 i Stockholm med prinsessan Margaretha av Sverige (1899–1977).
3. Erik (1890–1950), gift 1924 med Lois Frances Booth (skilda 1937), avsade sig rätten till tronen och blev greve av Rosenborg.
4. Viggo (1893–1970), gift 1924 med Eleanor Margaret Green, avsade sig rätten till tronen och blev greve av Rosenborg.
5. Margareta (1895–1992), gift 1921 med René av Bourbon-Parma (1894–1962).

En byst av prinsessan Marie gjord av Carl Martin-Hansen (1912) står på Langelinie.

## Biografi
Marie beskrivs som en impulsiv, energisk och kvick person som lättade upp atmosfären vid det strikta danska hovet, och hon blev också populär som offentlig person. Relationen med maken var vänskaplig och hon gav barnen en fri uppfostran; hemmet präglades av hennes "konstnärligt bohemiska" sätt och hon umgicks ofta med konstnärer. Hon lärde sig dock aldrig att tala danska rent. Hon var informell, trodde på jämlikhet och ogillade snobberi: hon ansåg att alla borde vara sig själva oavsett ställning och utförde sina ceremoniella uppgifter på ett informellt sätt, och tvekade inte att offentligt uttala sina åsikter. 
Hon intresserade sig också för ridning, bilkörning och var känd för sin elegans: hon målade och fotograferade, invaldes i danska Konstakademin och deltog i konstutställningar. Hon var officiell beskyddare för Brandskyddsföreningen och lät fotografera sig klädd i brandmansuniform. 
Maken tackade 1886 nej till Bulgariens tron med hennes samtycke. Marie var politiskt aktiv och hade vänstersympatier. 1901 övertygade hon sin svärfar Christian IX av Danmark  att tillåta införandet av allmän rösträtt, vilket ledde till en socialistisk valseger, och 1902 motarbetade hon överlåtandet av danska Västindien till USA. I fransk press gavs hon erkännandet av att ha hjälpt fram den rysk-franska alliansen (1894) och freden mellan Frankriie och Tyskland i konflikten om Marocko (1905). Hon hjälpte även sin vän, Ostindiska kompaniets grundare, H.N. Andersen, med kontakter i Thailand.